# Залучье (Новгородская область)
Залучье — село в Старорусском муниципальном районе Новгородской области, административный центр Залучского сельского поселения.
Село расположено в 50 км к юго-востоку от Старой Руссы, у реки Шубинская Робья, притока Ловати. Через село проходит автодорога Р48 (Яжелби́цы — Демя́нск — Залучье — Старая Русса — Сольцы́) с асфальтовым покрытием, начинающаяся от федеральной трассы М10 «Россия» (Москва — Тверь — Великий Новгород — Санкт-Петербург).

## История
В начале XVIII века в Залучье было одно из многих военных поселений Новгородской губернии, где располагалась артиллерийская дивизия. Большинство поселян принадлежали к раскольникам-«беспоповцам». В 1890 году Залучье стало волостным центром в Старорусском уезде Новгородской губернии.
С 1927 года Залучье — центр Залучского района Ленинградской области.
В сентябре 1941 года немецкие войска прорвали оборону юго-восточнее озера Ильмень и заняли силами 16-й армии район Залучье — Лычково — Демянск и далее на восток до берегов озёр Вельё и Селигер. Но уже 20 февраля 1942 года наши войска замкнули в Залучье кольцо вокруг семи дивизий 16-й армии численностью 60—70 тысяч человек («Демянский котёл»), а в феврале 1943 года войска Северо-Западного фронта под командованием маршала Тимошенко за 8 дней боёв освободили 302 населённых пункта, в том числе районный центр Залучье.
С 5 июля 1944 года Залучский район — в составе вновь образованной Новгородской области.
В 1961 году Залучский район вошёл в состав Старорусского района.
В ноябре 1994 года распался совхоз «Залучский».

## Образование
- МАОУ средняя общеобразовательная школа с. Залучье

## Улицы
Улицы: Васильева, Иванова, Ковшовой, Куликова, Мельничная, Молодёжная, Набережная, Победы, Поливановой, Рендакова, Советская и Школьная, а также Аптекарский и Советский переулок.